# فيلي هاربر
فيلي هاربر (بالإنجليزية: Willie Harper)‏ هو لاعب كرة قدم أمريكية أمريكي، ولد في 30 يوليو 1950 في توليدو في الولايات المتحدة.

## وصلات خارجية
- فيلي هاربر على موقع مرجع كرة القدم المحترفة.كوم (الإنجليزية)